# Михайло II (король Дуклі)
Михайло II (*Михаило II, д/н  —1102) — король Дуклі у 1101—1102 роках (разом з Доброславом II).

## Життєпис
Походив з династії Воїславовичів. Старший син Костянтина Бодіна, короля Дуклі, та Яквінти Отвіль, доньки Архіріза, губернатора Барі. Про його панування замало відомостей. Загинув у 1102 році внаслідок змови, за якою напевне стояв стрийко Доброслав II.